# Ambient (glasbena zvrst)
Ambient je glasbena zvrst, pri kateri je zvok pomembnejši od not. Glavna značilnost zvrsti je atmosferičnost, prostorskost.
Ambient se je razvil iz glasbe Erika Satieja, musique concrete, minimalizma Terrya Rileya in Philipa Glassa ter
iz pristopa Briana Ena o namensko nevsiljivi glasbi ozadja. Najbolj znana kompilacija s tovrstno glasbo je Café del Mar.

## Znani izvajalci
- Biosphere
- Wendy Carlos
- Delerium
- Enigma
- Brian Eno
- Roger Eno
- Robert Fripp
- Jean Ven Robert Hal
- Lenny Ibizzare
- Jean-Michel Jarre
- Karunesh
- Kitaro
- Miha Kralj